# 木村勘九郎
木村 勘九郎（きむら かんくろう、1977年（昭和52年）12月25日 - ）は、大相撲の十両格行司である。本名は中村 佳己（なかむら よしみ）。北の湖部屋→山響部屋所属。血液型はO型。

## 人物
熊本県球磨郡免田町（現あさぎり町）出身。1993年5月場所木村佳己の名で北の湖部屋から初土俵を踏む。2014年11月場所十枚目格昇進。2015年北の湖部屋は北の湖の死去により、山響部屋に改称。山響部屋所属となった。
以前名乗った行司名の木村歳之助は憧れの人物である土方歳三に、現在名乗っている行司名の木村勘九郎は贔屓にする歌舞伎役者の5代目中村勘九郎（後の18代目中村勘三郎）に由来する。

## 履歴
- 1993年5月場所 - 初土俵：木村佳己。
- 1993年7月場所 - 序ノ口格として番付に初掲載。
- 1994年11月場所 - 木村歳之助に改名。
- 1995年1月場所 - 序二段格昇進。
- 2000年1月場所 - 三段目格昇進。
- 2000年9月場所 - 木村勘九郎に改名。
- 2007年1月場所 - 幕下格昇進。
- 2014年11月場所 - 十枚目格昇進。

## 不祥事
2025年1月30日に日本相撲協会は理事会を開き、勘九郎が後輩行司1人に暴力行為を行っていたため、3月場所の出場停止と報酬減額の処分となったことを発表した。
2024年11月場所の初日から5日目までの間（11月10日 - 11月14日）、11月場所の会場内の行司部屋で後輩行司の左上腕部を右手で5,6回つねる暴行を行い、皮下出血のあざを負わせたという。被害を受けた後輩行司は、監督行司を通じて20代山響及び相撲協会コンプライアンス部長の13代勝ノ浦に報告し、協会コンプライアンス委員会が調査を行った。勘九郎は調査に対して事実を認め、後輩行司に謝罪し、11月場所は8日目より途中休場、2025年1月場所も休場していた。